# Izocitrat dehidrogenaza (NAD+)
Izocitrat dehidrogenaza (+) (EC 1.1.1.41, beta-ketoglutarinska-izocitratna karboksilaza, izocitratna kiselina dehidrogenaza, NAD zavisna izocitratna dehidrogenaza,  izocitratna dehidrogenaza, NAD-vezana izocitratna dehidrogenaza, NAD-specifična izocitratna dehidrogenaza,  izocitratna dehidrogenaza, izocitratna dehidrogenaza (NAD), nikotinamid adenin dinukleotid izocitratna dehidrogenaza) je enzim sa sistematskim imenom izocitrat:NAD+ oksidoreduktaza (dekarboksilacija). Ovaj enzim katalizuje sledeću hemijsku reakciju
izocitrat + NAD+ {\displaystyle \rightleftharpoons } 2-oksoglutarat + CO2 + NADH
Neophodni su Mn2+ ili Mg2+ za aktivnost. Za razliku od EC 1.1.1.42, izocitratna dehidrogenaza (+), ne može da koristi oksalosukcinat kao supstrat. Kod eukariota, izocitratna dehidrogenaza postoji u dve forme: NAD+-vezani enzim koji je prisutan u mitohondrijama i ima alosterna svojstva, i nealosterni, NADP+-vezani enzim koji je prisutan u mitohondrijama i u citoplazmi.

## Literatura
- Nicholas C. Price; Lewis Stevens (1999). Fundamentals of Enzymology: The Cell and Molecular Biology of Catalytic Proteins (Third изд.). USA: Oxford University Press. ISBN 019850229X.
- Eric J. Toone (2006). Advances in Enzymology and Related Areas of Molecular Biology, Protein Evolution (Volume 75 изд.). Wiley-Interscience. ISBN 0471205036.
- Branden C; Tooze J. Introduction to Protein Structure. New York, NY: Garland Publishing. ISBN 0-8153-2305-0.
- Irwin H. Segel. Enzyme Kinetics: Behavior and Analysis of Rapid Equilibrium and Steady-State Enzyme Systems (Book 44 изд.). Wiley Classics Library. ISBN 0471303097.
- William P. Jencks (1987). Catalysis in Chemistry and Enzymology. Dover Publications. ISBN 0486654605.

## Spoljašnje veze
- Isocitrate+dehydrogenase+(NAD+) на 